# Maria Xaveria Perucona
Maria Xaveria Perucona o Parruccona (Novara, 1652-Galliate. después de 1709) fue una monja y compositora italiana del siglo XVII. 

## Biografía
Creció en una familia aristocrática que aseguró su educación en el canto, tocar instrumentos y música en general. Estudió con su tío, Francesco Beria, y su maestro, Antonio Grosso, antes de tomar sus votos a los 16 años como monja ursulina en el Collegio di Sant’Orsola en Galliate, cerca de su ciudad natal de Novara en Piamonte.
En 1675, su única obra, Sacri concerti de motetti a una, due, tre, e quattro voce, fue publicada en Milán y dedicada a Anna Cattarina della Cerda, que anteriormente había hecho regalos monetarios a Sant’Orsola. Sacri concerti consta de 18 motetes para una variedad de voces, solo uno incorpora un texto litúrgico, titulado Regina coeli. Otros motetes de esta publicación con textos no litúrgicos se cantaron durante ciertos servicios en el convento. La forma de estas obras fue seccional con contrastes en métrica, texturas e intérpretes. Jane Bower, editora de "Women Making Music", opina que el uso más expresivo de los solos de Peruchona se encuentra en Quid pavemus sorores, que comienza con un solo de bajo melismático.
Poco se sabe de la vida de Peruchona después de 1690 y se cree que no publicó más allá de Sacri concerti porque sus deberes religiosos primaron sobre su composición.

## Obra
- Sacri concerti motetti a una, due, tre y quattro voci, parte con Violini y parte senza . Milán, 1675.[3]